# ニューニ
ニューニ（nyuni）とはケニアのディゴ族の間で信じられている鳥の霊である。
幼児を抱える母親を狙って憑依し、子供の魂を奪って衰弱させる。

## 概要
ニューニに魂を隠された子供は、目の色が変わり、手足の力が抜けてしまう。ひどいひきつけを起こし最悪の場合死ぬこともある。ニューニは幼児を狙って魂を盗むが、幼児に憑依するのではなくあくまで母親を寄り代にして子供に影響を及ぼす霊である。
憑依を治療する呪医はkuraguraという治療を施す。薬草から作ったvuoという薬を鳥の羽を挿した笊に浸して幼児の体を扇ぐことで薬を全身にふりまく。魂が戻ってくると子供が大声で泣き出し始めるので、手足の先や関節、胸、背中、頭頂部、こめかみなどに、薬を塗りつけ子供の魂を防御する。こうしてニューニから子供の魂が取り戻される。
呪医はニューニに憑依された子供の母親の頭に手を置いて、ニューニの本来の棲家である荒野へ戻るように説得する。こうして治療が終わる。